# From the Secret Laboratory
A From The Secret Laboratory egy 1990-es reggae-album Lee „Scratch” Perrytől.

## Számok
1. Secret Laboratory (Scientific Dancehall) (6:23)
2. Inspector Gadget (3:42)
3. (I Got The) Groove (5:25)
4. Vibrate On (4:50)
5. African Hitchiker
6. You Thought I Was Dead (3:15)
7. Too Much Money (5:06)
8. Push, Push (4:01)
9. African Headcharge In The Hackney Empire (3:27)
10. Party Time (3:45)
11. Seven Devils Dead (4:52)

## Zenészek
- Lee "Scratch" Perry – vokál, ütősök
- Flabba Holt – basszusgitár
- Style Scott – dob
- Steely – zongora
- Bingy Bunny – gitár
- Skip McDonald – guitar, háttérvokál
- Earl George Faith – háttérvokál
- Akabu
- Dwight
- Valamint: The Heptones

## Külső hivatkozások
- http://www.upsetter.net/scratch/disco/albums/from_the_secret_laboratory.htm Archiválva 2007. október 24-i dátummal a Wayback Machine-ben
- http://www.discogs.com/release/264034